# ZIL-131

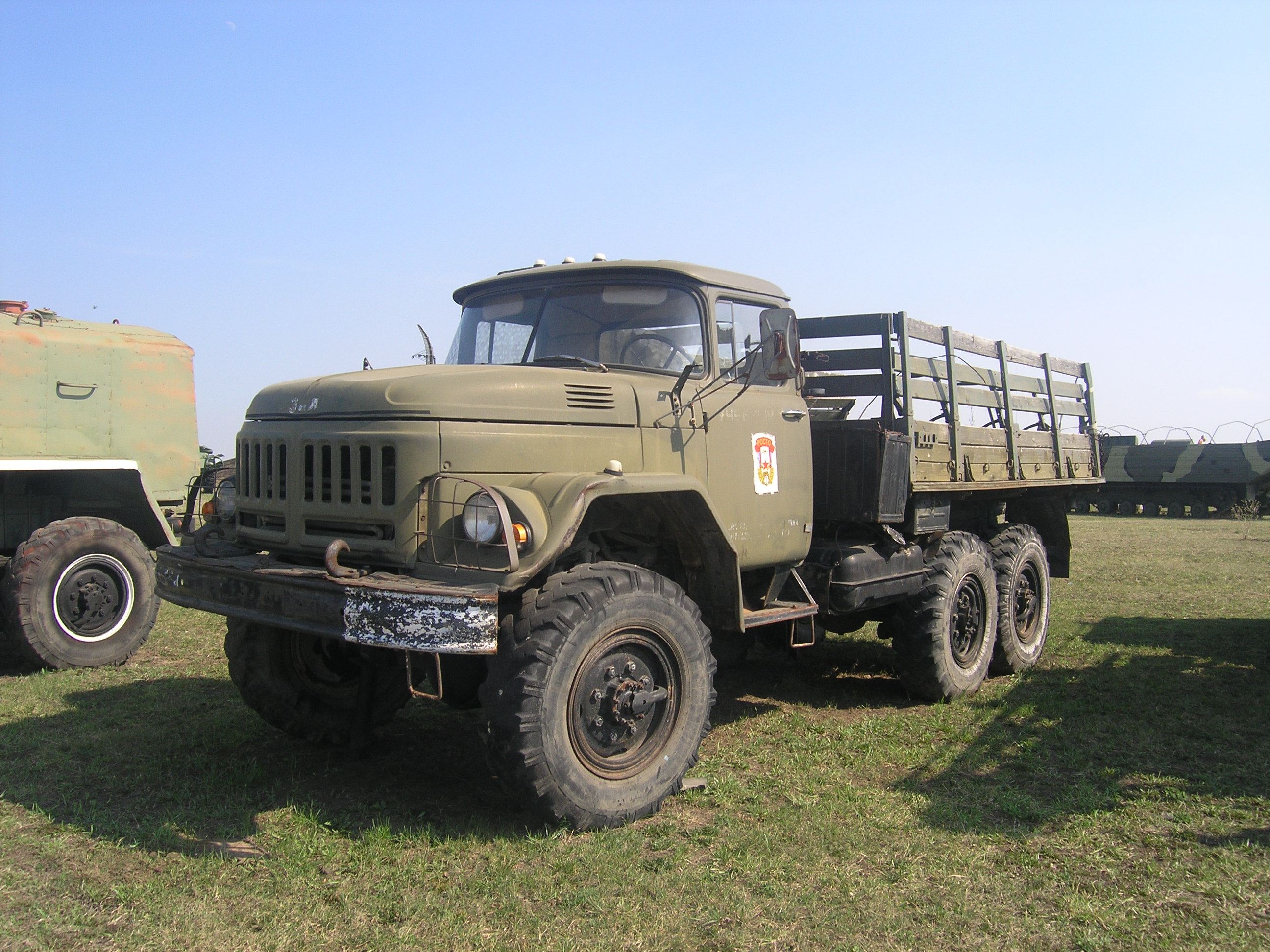
ZIL-131 vrachtwagen

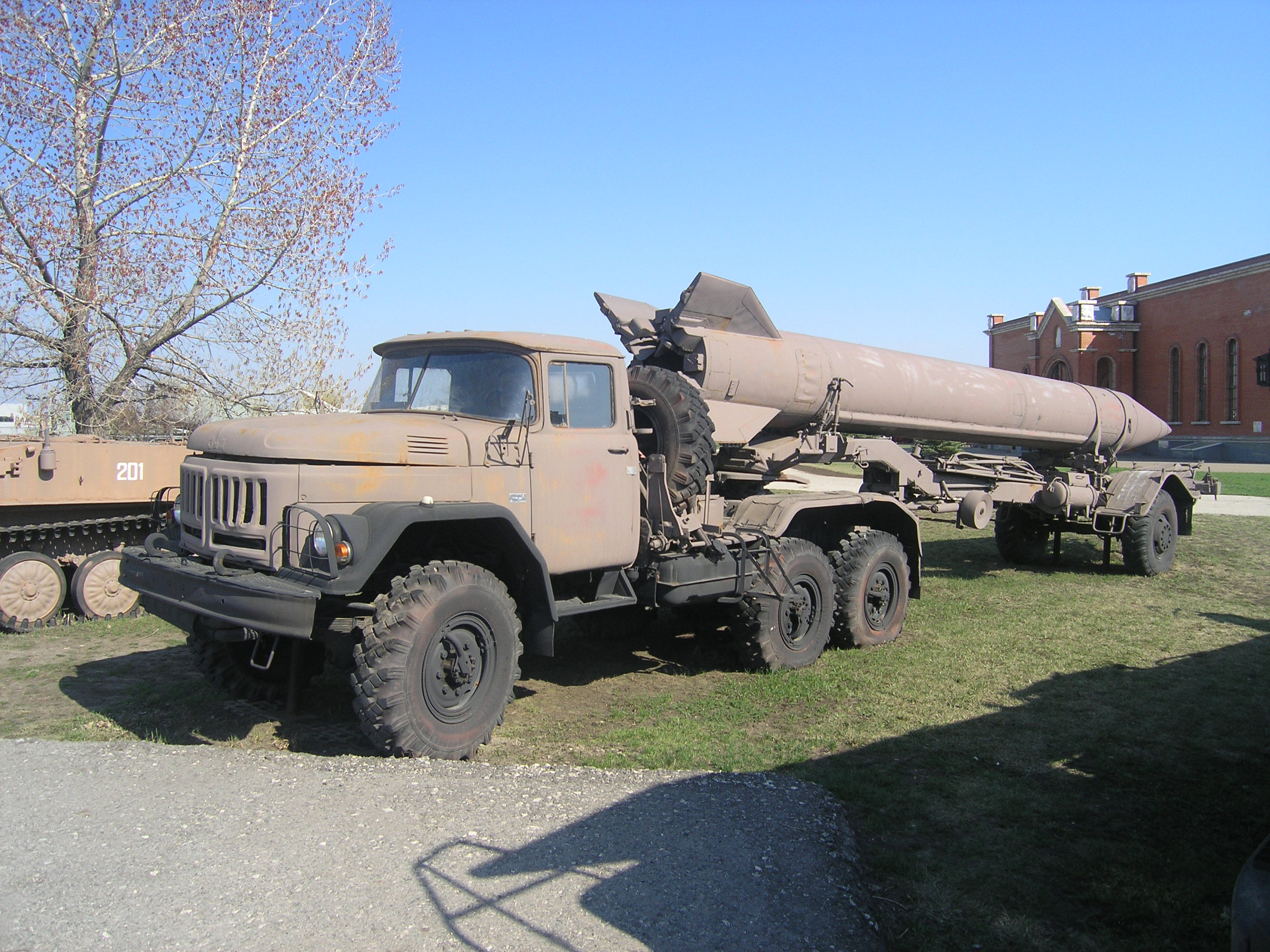
ZIL-131 trekker

De ZIL-131 (Russisch: ЗИЛ-131) is een militaire vrachtwagen voor algemeen gebruik. In december 1966 kwam het voertuig in productie bij Zavod imeni Lichatsjova (ZIL). De vrachtwagen is de opvolger van de ZIL-157.

## Ontwerp
Leken de twee voorgangers, de ZIS-151 en de ZIL-157, nog veel op elkaar maar met de ZIL-131 kwam een duidelijke verbeterde versie beschikbaar. Het laadvermogen nam sterk toe en een nog sterkere motor werd toegepast. De ZIL-133 is de civiele variant, met alleen aandrijving van de achterwielen, en beide voertuigen delen veel onderdelen.
Het voertuig had een standaard indeling; voor de bestuurderscabine met motor en achter de laadruimte. De cabine bood ruimte voor een chauffeur en twee passagiers. Het laadvermogen was bepaald op 3,5 ton in het terrein en 5 ton op de weg. De laadvloer was 3,6 meter lang en 2,3 meter breed en lag 1,32 meter hoog. Een aanhangwagen met een totaalgewicht van 4 ton kon worden aangekoppeld, maar voor de weg was zelfs 6 ton toegestaan. Zonder verdere voorbereiding kon door 1,4 meter diep water worden gereden.
De ZIL-131 had zes wielen die allemaal werden aangedreven (6x6). De wielen waren aangesloten op een centraal systeem waarmee de bandenspanning kon worden gereguleerd. Het voertuig was uitgerust met een ZIL-131K, achtcilinder benzinemotor met waterkoeling. De cilinders waren opgesteld in een V-vorm en de cilinderinhoud was 6,9 liter. Het vermogen was 150 pk bij 3.200 toeren per minuut. Er kon 340 liter brandstof, verdeeld over twee tanks van elk 170 liter, worden meegenomen waardoor het bereik op 525 kilometer uitkwam. De versnellingsbak had vijf versnellingen voor- en een achteruit (2x5F1R). Een extra reductiebak was aanwezig waardoor rijden in hoge en lage gearing mogelijk was. De maximale snelheid op de weg lag op circa 80 km/u.
De ZIL-131 werd op vele plaatsen in het militaire apparaat gebruikt. Het chassis is voor vele speciale doeleinden aangepast, zoals:
- bureauwagen met metalen opbouw
- mobiele werkplaats met metalen opbouw
- kiepwagen
- verbindingsdienstauto
- compressor wagen
- ontsmettingswagen
- tankauto met een capaciteit van 4.100 tot 4.400 liter benzine
- tankauto voor 2.800 liter water
- wagen met lanceerinrichting voor diverse raketten
- wagen voor vervoer van pontons
- artillerietrekker
- trekker.